# Тайга (місто)
Тайга́ (рос. Тайга) — місто, центр Тайгинського міського округу Кемеровської області, Росія.

## Географія
Місто розташоване в Кузнецькій улоговині, за 119 км від Кемерово.

## Населення
Населення — 25331 особа (2010; 24726 у 2002).

## Господарство
Залізничний вузол на Транссибірської магістралі (Західно-Сибірська залізниця), початок гілки Тайга — Білий Яр, що йде до міста Томська.
ВНЗ: Філія Омської державної академії шляхів сполучення.

## Персоналії
- Макарова Інна Володимирівна (1926—2020) — радянська і російська актриса.